# Parafia św. Józefa Oblubieńca Najświętszej Maryi Panny w Pasikurowicach
Parafia św. Józefa Oblubieńca Najświętszej Maryi Panny w Pasikurowicach – znajduje się w dekanacie Wrocław północ III (Psie Pole) w archidiecezji wrocławskiej. Erygowana w 2009 roku.
Obsługiwana przez księży archidiecezjalnych. Jej proboszczem jest ks. dr hab. Norbert Jerzak.

## Parafialne księgi metrykalne
| Księgi metrykalne | Okres ewidencji |
| ----------------- | --------------- |
| chrztów           | 2009 -          |
| ślubów            | 2009 -          |
| zgonów            | 2009 -          |